# Кастелло-д'Агонья
Кастелло-д'Агонья, Кастелло-д'Аґонья (італ. Castello d'Agogna) — муніципалітет в Італії, у регіоні Ломбардія,  провінція Павія.
Кастелло-д'Агонья розташоване на відстані близько 490 км на північний захід від Рима, 50 км на південний захід від Мілана, 37 км на захід від Павії.
Населення — 1173 особи (2014).

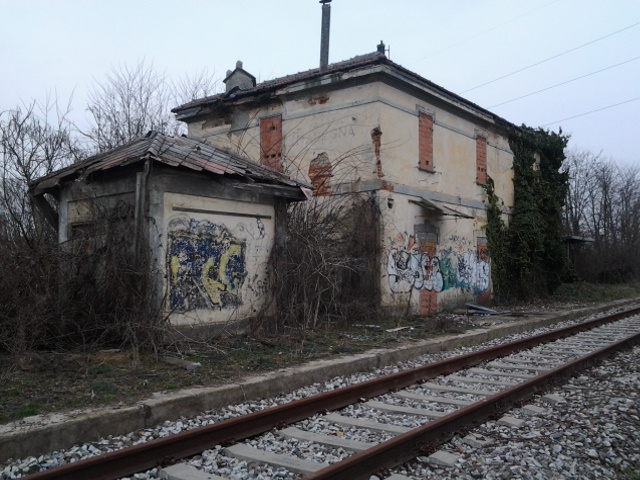
Залізнична станція

Щорічний фестиваль відбувається 8 вересня. Покровитель — Santa Maria Bambina.

## Демографія
Населення за роками:

Станом на 1 січня 2023 року в муніципалітеті офіційно проживало 118 іноземців з 19 країн, серед них 45 громадян країн Євросоюзу.

## Сусідні муніципалітети
- Черетто-Ломелліна
- Мортара
- Олевано-ді-Ломелліна
- Сант'Анджело-Ломелліна
- Цеме